# 达尼埃尔·塞内
达尼埃尔·塞内（法語：Daniel Senet，1953年6月26日—），法国男子举重运动员。他曾代表法国参加1976年和1980年夏季奥林匹克运动会举重比赛，其中1976年奥运会获得一枚银牌。